# Brigitte Bardot (canzone)
Brigitte Bardot, noto anche come Brigitte Bardot-Bardot, è un brano musicale del 1960 del compositore e giornalista brasiliano Miguel Gustavo, scritto dallo stesso Gustavo e portato alla ribalta da Jorge Veiga; prende il nome dall'attrice francese Brigitte Bardot.
(Testo iniziale della canzone)

## Reinterpretazioni
Nel 1978 è stato riportato alla ribalta dal trio belga Two Man Sound nel celebre medley Disco samba. Cover del brano sono state registrate anche da Mina, Les Chakachas, Joel Grey, Salomé de Bahia, Marion Rung, Darío Moreno, Bandabardò, Michelino, Ivan Cattaneo.